# Microthelys markowskiana
Microthelys markowskiana är en orkidéart som först beskrevs av Dariusz Lucjan Szlachetko, och fick sitt nu gällande namn av Dariusz Lucjan Szlachetko. Microthelys markowskiana ingår i släktet Microthelys och familjen orkidéer. Inga underarter finns listade i Catalogue of Life.